# Queens Park Rangers F.C.
Queens Park Rangers Football Club, også kendt som QPR, er en professionel fodboldklub fra White City, London. Klubben spiller i øjeblikket i Championship, den næstbedste række i engelsk fodbold. Klubbens seneste optræden i Premier League var i sæsonen 2014–15.
QPR vandt League Cuppen i 1967, Second Division i 1983 og the Championship in 2011. Klubben vandt Championship playoff-finalen, mod Derby County i 2013–14, på et mål kort før tid af Bobby Zamora, i en kamp hvor QPR spillede med 10 mand i det meste af anden halvleg og var presset i store dele af kampen.
QPR vandt Third Division South i 1947–48 og Third Division i 1966–67.
I sæsonen 1975 - 76 fik klubben en andenplads i den bedste række, der dengang hed First Division og i 1982 nåede QPR finalen i FA Cuppen.
Queens Park Rangers blev grundlagt i 1882 da Christchurch Rangers og St. Judes Institute slog sig sammen. I de første år hørte klubben til i Queen's Park, London (deraf navnet), men spillede deres hjemmekampe på mange forskellige stadions i området.
I 1917 flyttede QPR til det nuværende stadion, Loftus Road, efter at hæren havde inddraget klubbens daværende stadion Park Royal.
efter at hæren havde overtaget klubbens tidligere hjemmebane, Park Royal
Grundet den korte afstand til de andre fodboldklubber i West London, har QPR en lang rivalisering med flere andre hold.
De bedst kendte er Chelsea, Fulham og Brentford, og kampe mod disse hold omtales som West London Derbies.
Klubben har før været i Premier League, bl.a. fra 1992 til 1996. Men man har dog endnu ikke vundet det engelske fodboldmesterskab. Til gengæld vandt klubben Liga Cuppen i 1967 og har været i FA Cup-finalen i 1982, som dog blev tabt efter omkamp.
Siden klubbens nedrykning fra Premier League i 1996, der hovedsageligt skyldtes salget af topspilleren Les Ferdinand, har klubben været en tur i 2. division (2001-2004).
I sommeren 2007 blev Queens Park Rangers opkøbt af Formel 1 bosserne, Flavio Briatore og Bernie Ecclestone. De to betalte sammenlagt 14 millioner pund (150 millioner kr.) for at få aktiemajoriteten i den legendariske London-klub. For 690.000 pund erhvervede de sig 69% af aktierne i klubben. Dog med Flavio Briatore som manden med flest aktier da han erhvervede sig 54% af de 69% af aktierne, for en sammenlagt sum af 540.000 pund.
Bernie Ecclestone ejer altså 15% af aktierne i klubben som han købte for 150.000 pund. De to udtalte ved opkøbet at de som det første ville betale klubbens gæld på godt 130 millioner kroner, samt stille 50 millioner kroner til rådighed til spillerindkøb. Op imod jul i 2007, meldte den stenrige Lakshmi Mittal sig på banen og købte 20% af Flavio Briatore's aktier for 200.000 pund. En helt fjerde milliardær, Vijay Mallya, blev også spottet i Maj 2008 i færd med at købe sig ind i det fine selskab i klubben.
Fra sommeren 2008 og 5 sæsoner frem blev det slået fast at Queens Park Rangers nye tøjsponsor er det italiske tøjfabrikat, Lotto Sport Italia. Og samtidig er klubbens nye hovedsponsor, Gulf Air. Queens Park Rangers rykkede i 2010/2011-sæsonen op i Premier League men rykkede efter to sæsoner atter ned i den næstbedste række.fodboldrække.

## Spillere
Oversigten er opdateret til og med 11. maj 2025.
| Nr. | Land       | Position | Spiller            |
| --- | ---------- | -------- | ------------------ |
| 1   | Frankrig   | MM       | Paul Nardi         |
| 3   | Irland     | FO       | Jimmy Dunne        |
| 4   | England    | MI       | Jack Colback       |
| 5   | England    | FO       | Steve Cook         |
| 6   | England    | FO       | Jake Clarke-Salter |
| 7   | England    | MI       | Karamoko Dembélé   |
| 8   | England    | MI       | Sam Field          |
| 10  | Marokko    | MI       | Ilias Chair        |
| 11  | Nordirland | AN       | Paul Smyth         |
| 12  | Schweiz    | AN       | Michael Frey       |
| 13  | England    | MM       | Joe Walsh          |

| Nr. | Land        | Position | Spiller         |
| --- | ----------- | -------- | --------------- |
| 14  | Japan       | AN       | Koki Saito      |
| 15  | Wales       | FO       | Morgan Fox      |
| 16  | Skotland    | FO       | Liam Morrison   |
| 17  | England     | FO       | Ronnie Edwards  |
| 18  | El Salvador | AN       | Zan Celar       |
| 20  | Skotland    | FO       | Harrison Ashby  |
| 21  | England     | MI       | Kieran Morgan   |
| 22  | Surinam     | FO       | Kenneth Paal    |
| 24  | Danmark     | MI       | Nicolas Madsen  |
| 25  | Danmark     | MI       | Lucas Andersen  |
| 26  | Algeriet    | AN       | Rayan Kolli     |
| 27  | Australien  | AN       | Daniel Bennie   |
| 28  | England     | AN       | Alfie Lloyd     |
| 40  | Martinique  | MI       | Jonathan Varane |
| 41  | Kosovo      | MI       | Lorent Talla    |
| 47  | Sydkorea    | AN       | Min-hyeok Yang  |

### Udlånte spillere
| Nr. | Land    | Position | Spiller                                                     |
| --- | ------- | -------- | ----------------------------------------------------------- |
| 28  | Finland | FO       | Niko Hämäläinen (on loan at Los Angeles until 30 June 2019) |
| 11  | Wales   | AN       | Tyler Roberts (on loan at Leeds United)                     |

Fredet nummer (31)
Ray Jones var ét af QPR's helt store talenter. Han omkom på tragisk vis 25. august 2007, da han og to andre i en bil kolliderede med en bus. Som et tegn på ære og respekt har Queens Park Rangers valgt at frede hans trøjenummer (31). Hans død faldt tre dage, før han fyldte 19 år.

## Danske spillere i QPR
Klubben har blandt andet rådet over de tidligere landsholdsspillere Marc Nygaard og Mikkel Beck (leje). Sammy Youssouf har ligeledes spillet i klubben.
John Faxe Jensen scorede sit legendariske eneste mål for Arsenal F.C. mod netop Queens Park Rangers.